# 월간 소년 매거진
《월간 소년 매거진》(月刊少年マガジン 겟칸 쇼넨 마가진[*])은 고단샤가 발행하는 소년 만화 잡지이다. 1964년에 《별책 소년 매거진》으로 창간해 1969년부터 계간 만화 잡지로 변경했다가 휴간기를 거친 이후 1974년에 복간하여 1975년에 제호를 현재의 명칭으로 변경하였다. 장기 연재 작품이 많은 것이 특징이며 매월 6일에 발행한다. 소년 만화 잡지로는 《주간 소년 점프》, 《주간 소년 매거진》에 이어, 월간 소년 만화 잡지로는 《월간 코로코로 코믹》, 《월간 소년 선데이》와 함께 3위권의 판매 부수를 자랑하고 있다.
부정기 증간으로 「월간 소년 매거진 + <플러스> 」가 있다. 예전에는 격월간 정기 증간으로 "매거진 이노"가 있었지만 1993년에 발간한 증간 "매거진 GREAT"(매거진 그레이트)가 2009년에 휴간한 "월간 매거진 Z"와 통합하는 형태에서 "매거진 이노"가 2011년에 휴간할 때 흡수했다.

## 발행 부수
| #      | 1〜3월     | 4〜6월     | 7〜9월     | 10〜12월   |
| ------ | ---------- | ---------- | ---------- | ---------- |
| 2008년 |            | 946,667 部 | 923,334 部 | 915,000 部 |
| 2009년 | 909,000 部 | 902,334 部 | 890,000 部 | 873,334 部 |
| 2010년 | 855,000 部 | 841,667 部 | 819,000 部 | 825,000 部 |
| 2011년 | 798,334 部 | 768,334 部 | 755,000 部 | 755,000 部 |
| 2012년 | 743,334 部 | 736,667 部 | 730,000 部 | 724,667 部 |
| 2013년 | 711,000 部 | 687,667 部 | 657,334 部 | 636,600 部 |
| 2014년 | 628,450 部 | 615,000 部 | 607,934 部 | 593,167 部 |
| 2015년 | 575,367 部 |            |            |            |

## 관련 잡지
| 고단샤(강담사) - 주간 소년 매거진 - 매거진 SPECIAL - 월간 소년 라이벌 | 쇼가쿠칸(소학관) - 주간 소년 SUNDAY - 월간 코로코로 코믹 - 별책 코로코로 코믹 |